# Lenguas tai septentrionales
Las lenguas tai septentrionales o tai del norte son una rama establecida de las lenguas tai del sudeste asiático. Incluyen las lenguas zhuang del norte y bouyei de China, el tai mène de Laos y Yoy de Tailandia.

## Idiomas

### Ethnologue
Ethnologue distingue los siguientes idiomas:
- Saek (Laos y noreste de Tailandia; incluido fuera de tai estricto en la clasificación de Ethnologue, aunque se dice que es similar a tai maen, que figura como tai septentrional)
- Tai Maen (Laos)
- Yoy (Tailandia) [?][2]
- Bouyei (Buyi) (China) (incluido el idioma del pueblo Giáy de Vietnam)
- Zhuang Hongshuihe central
- Zhuang Hongshuihe oriental
- Zhuang Guibei
- Zhuang Yei
- Zhuang Lianshan
- Zhuang Liujiang
- Zhuang Liuqian
- Zhuang Yongbei
- Zhuang Youjiang

(Ver variedades del zhuang).
El yoy se clasifica en otros lugares como tai del sudoeste y el idioma e, que es una lengua mixta de tai septentrional y chino.
El Zhuang Longsang, una lengua tai del norte recientemente descrita, se habla en el municipio de Longsang, condado de Debao, en Guangxi. Hezhang Buyi es una lengua moribunda del norte de Tai en el noroeste de Guizhou que se destaca por tener un sustrato kra.

### Pittayaporn (2009)
Pittayaporn (2009:300) distingue un grupo similar de variedades zhuang como grupo "N", definido por los cambios fonológicos *ɯj, *ɯw → *aj, *aw.  Mueve el dialecto de prestigio del zhuang, el dialecto Wuming, del Zhuang Yongbei (tai septentrional)  al Zhuang Yongnan (supuestamente tai central), ya que carece de estos cambios. Los diversos idiomas y localidades que Pittayaporn incluye en el grupo N, junto con sus equivalentes de Ethnologue, son:
- Saek
- Bouyei 布依 (incluido el idioma del pueblo Giáy de Vietnam)
- Yei Zhuang 剥 隘
- ( Prefectura autónoma de Wenshan Zhuang y Miao, Yunnan)
  - Guangnan Sha 广南沙族 = Guibian Zhuang (norte de Guangnan; sur de Guangnan es Nong Zhuang)
  - Qiubei丘北县 = Qiubei Zhuang
- ( Baise, Guangxi)
  - Lingyun 凌乐/凌云县 = Guibian Zhuang
  - Pingguo 平果县 = Yongbei Zhuang
  - Tiandong 田东县 = Youjiang Zhuang
  - Tianlin 田林县 = Guibian Zhuang
- ( Prefectura de Nanning, Guangxi)
  - Hengxian 横县 = Yongbei Zhuang
  - Shanglin 上林县 = Hongshuihe Zhuang
  - Yongbei 邕北 = Yongbei Zhuang
- ( Prefectura de Guigang, Guangxi)
  - Ciudad de Guigang 贵港 = Hongshuihe Zhuang ?
  - Pueblo Dulan 独兰, Pingnan 平南县
- Prefectura de Laibin 来宾, Guangxi = Hongshuihe Zhuang (sur de Laibin), Liujiang Zhuang (norte de Laibin)
- ( Prefectura de Hechi, Guangxi)
  - Ciudad de Hechi 河池 = Guibei Zhuang
  - Huanjiang 环江 = Guibei Zhuang
  - Nandan 南丹县 = Guibei Zhuang
  - Yishan 宜州 = Liujiang Zhuang
- ( Prefectura de Liuzhou, Guangxi)
  - Liujiang 柳江县 = Liujiang Zhuang
  - Rong'an 融安县 = Guibei Zhuang
- Longsheng 龙胜县, Guilin 桂林, Guangxi = Guibei Zhuang
- Dong'an 东安县, Yongzhou 永州, Hunan
- Lianshan 连山县, Qingyuan 清远, Guangdong = Lianshan Zhuang

## Vocabulario
Algunos ejemplos de diferencias léxicas y fonológicas entre el tai del Norte y el tai del Centro-Suroccidental:
| Palabra        | p-Tai del Norte | p-Tai Central | p-Tai del Suroeste |
| -------------- | --------------- | ------------- | ------------------ |
| 'tigre'        | *kuːk           | *sɯə          | *sɯə               |
| 'espina'       | *ʔen            | *n̥aːm         | *n̥aːm              |
| 'cuervo'       | *ʔaː            | *kaː          | *kaː               |
| 'vapor, vapor' | *soːj           | *ʔjaːj        | *ʔaːj              |
| 'para llorar'  | *siːk           | *cʰiːk        | *cʰiːk             |
| 'cuchillo'     | *mit            | *miːt         | *miːt              |